# Patric Zimmerman
Patric Laine Zimmerman (nascido em 10 de outubro de 1954 em Los Angeles, Califórnia) é um dublador estadunidense.
Ele começou a sua carreira em 1990, fazendo dublagens para a série de desenho animado Tale Spin e Tom and Jerry Kids. Ele dublou o personagem Elroy Jetson no filme Jetsons: The Movie no mesmo ano. Em 1991, ele fez a voz de Augie Doggy e Dixie no Yo Yogi! de Hanna-Barbera. Ele faz a voz do personagem Revolver Ocelot em Metal Gear Solid, Metal Gear Solid 2: Sons of Liberty e Metal Gear Solid: The Twin Snakes, como também a voz de Liquid Ocelot em Metal Gear Solid 4: Guns of the Patriots.
Em 1995, Zimmerman apareceu em pessoa no filme Stripteaser com Maria Ford e Rick Dean.
Ele casou-se com a diretora de dublagens Kris Zimmerman, até 1992/1993.